# Nair Lacerda
Nair Veiga Lacerda (Santos, 18 de julho de 1903 - Santo André, 29 de agosto de 1996) foi uma escritora, tradutora e jornalista brasileira.
Filha do jornalista Alberto Veiga, estreou como cronista em 1932, no jornal A Tribuna.
Ganhou o 4.º Prêmio Jabuti na categoria melhor tradução, pela sua versão de As Mil e Uma Noites em oito volumes para a Editora Saraiva.
Foi a primeira secretária municipal de Educação, Cultura e Esportes de Santo André, assumindo o cargo em 1964 e nele permanecendo até 1969. À frente da Secretaria, criou as bibliotecas municipais (Central, Infantil, Circulante e Sala Braille) e a Biblioteca Distrital Cecília Meireles.
Escreveu o conto o conto Nha Colaquinha, Cheia de Graça, que inspirou o filme A Primeira Missa (1961), de Lima Barreto.
A biblioteca central de Santo André recebeu o nome de Biblioteca Nair Lacerda em sua homenagem, esta homenagem foi ainda em vida.